# À la datcha
À la datcha est une nouvelle d’Anton Tchekhov, parue en 1886. 

## Historique
À la datcha est initialement publié dans la revue russe Le Réveil-matin, no 20, du 26 mai 1886, sous le pseudonyme A.Tchekhonte. 
Aussi traduit en français sous le titre En vacances.
C’est une nouvelle humoristique sur l'infidélité masculine.

## Résumé
Paul Vykhodtsev est en vacances en famille. Il reçoit une déclaration d’amour par le courrier avec à la clé un rendez-vous pour le soir même au vieux kiosque de la ville. Intrigué, il pense tout d’abord à une « marie-couche-toi-là » ou à une veuve, ou peut-être encore la petite blonde qui s’est assise hier à côté de lui sur le banc.
Les heures passent et l’homme s’invente des raisons pour aller à ce rendez-vous : la curiosité, et puis pourquoi pas, il est encore bien de sa personne. Il change de chemise, met une belle cravate et ment à sa femme pour se rendre au rendez-vous. Il est maintenant prêt à tromper sa femme pour la première fois après huit années de mariage.
Hélas ! c’est son beau-frère, l’étudiant Dimitri qui est dans le kiosque ! Le plus fort, c’est que Dimitri lui demande de partir. Les deux hommes se fâchent, aucun ne voulant lâcher.
Le soir, au dîner, devant les deux hommes en colère, la femme de Paul leur explique que c’est elle qui a envoyé la lettre : elle voulait laver le parquet et ne voulait pas que Paul soit dans ses pattes. Et pour ne pas qu’il s’ennuie dans le kiosque, elle avait envoyé la même lettre à Dimitri.

## Édition française
- En vacances, traduit par Édouard Parayre, Les Éditeurs Français Réunis, 1958.